# Ålskären
Ålskären är öar i Finland. De ligger i Skärgårdshavet och i kommunen Pargas i landskapet Egentliga Finland, i den sydvästra delen av landet. Öarna ligger omkring 62 kilometer sydväst om Åbo och omkring 180 kilometer väster om Helsingfors. Ålskären ligger 7 meter över havet. De ligger på ön Killingskär.
Arean för den av öarna koordinaterna pekar på är 1,3 hektar och dess största längd är 210 meter i öst-västlig riktning.